# Schioldanns Stiftelse
Schioldanns Stiftelse, beliggende Hørsholmsgade 22/Kronborggade 15 på Nørrebro i København, blev oprettet af murermester Albert Nicolai Schioldann til friboliger for trængende familier eller personer, der har en mindre kapital eller rentepenge til livets ophold, og som har kendt bedre dage.
Bygningen der blev opført i 1901-02 i palæstil, blev tegnet af arkitekt Emil Jørgensen, og taget i brug april 1902. Samme år blev den præmieret af Københavns Kommune. Den består af en ca. 300 fod lang hovedbygning med front ud til Hørsholmsgade i kælder og 5 stokværk samt mansardetage. Den er opført med granitfacade indtil andet stokværk og i øvrigt pudset. Dertil kommer også en til Kronborggade vendende anneksbygning. Stiftelsen har 100 lejligheder à 3 og 2 værelser, hvoraf 14 er friboliger. Den bestyres af en administrationskomite på 3 medlemmer.